# ديلاور باشا
ديلاور باشا (بالتركية: Dilaver Paşa)‏ كان الصدر الأعظم للدولة العثمانية في الفترة ما بين 17 سبتمبر 1621 حتى 20 مايو 1622. تُوفي في 1622 بمدينة إسطنبول.